# Ева Лонгория
Ева Жаклин Бастон (на английски: Eva Jacqueline Bastón, при раждане Ева Жаклин Лонгория) е американска актриса от мексикански произход. Става известна с участието си в сериала „Отчаяни съпруги“, където изпълнява ролята на Габриел Солис. За него получава номинация за Златен глобус за главна женска роля през 2006 година.

## Ранни години
Родена е в Корпъс Кристи, щата Тексас на 15 март 1975 година. Дъщеря е на американците от мексикански произход Енрике Лонгория-младши и Ела Ева Мирелес. Тя е най-малката от общо 4 дъщери, сестрите ѝ са Елизабет Джудина, Емили Джанет и Есмералда Джозефина. Семейството живее и работи в наследствена ферма, но много често доходите му не са достатъчни.
Мечтата на Ева Лонгория е да стане фитнес инструктор. Решава да стане модел и изпраща снимки на модна агенция, но е отхвърлена заради теглото ѝ. Като дете е подигравана заради външния ѝ вид. Постига успех – става „Мис Корпъс Кристи“ през 1998 година.

## Личен живот
Ева Лонгория има зад гърба си развод с актьора Тайлър Кристофър, с когото са женени от 2002 до 2004 година. На 6 юли 2007 г. сключва брак с баскетболиста Тони Паркър, но се развеждат през 2011 година поради многократните му изневери.
На 21 май 2016 година след тригодишна връзка Лонгория се омъжва за мексиканския бизнесмен Хосе Антонио Бастон, бивш президент на най-голямата медийна компания в Латинска Америка „Телевиса“. Синът им Сантяго Енрике Бастон се ражда през 2018 година.